# Perkins County, South Dakota
Perkins County är ett administrativt område i delstaten South Dakota, USA, med 2 982 invånare. Den administrativa huvudorten (county seat) är Bison. 

## Geografi
Enligt United States Census Bureau så har countyt en total area på 7 487 km². 7 437 km² av den arean är land och 49 km² är vatten. 

### Angränsande countyn
- Adams County, North Dakota - nord
- Corson County, South Dakota - öst
- Ziebach County, South Dakota - sydost
- Meade County, South Dakota - syd
- Butte County, South Dakota - sydväst
- Harding County, South Dakota - väst